# Айнез (Кентукки)
Айнез (англ. Inez) — американский город, административный центр округа Мартин, штат Кентукки.

## Демография
По данным переписи 2000 года в городе проживало 466 людей, 212 автохозяйств, и 132 семьи проживающие в городе. Плотность населения составила 272,6 человек на квадратный километр.
В городе насчитывалось 253 единицы жилья. Расовый состав города — 98,28 % белых и 1,72 % смесь двух или более рас. Латиноамериканцы составили 0,62 % населения.
По данным переписи, 30,7 % семей имели детей в возрасте до 18 лет, проживающих с ними, 44,8 % были женатыми парами, 15,1 % женщины без мужей. Около 37,7 % всех домов состояли из одного проживающего, из них 14,2 % 65 лет и старше.
Распределение по возрасту составляло 24,0 % до 18 лет, 10,3 % с 18 до 24, 29,4 % с 25 до 44, 22,3 % с 45 до 64 и 13,9 % с 65 лет и старше. Средний возраст составлял 36 года.